# Кейтлін Лоз
Кейтлін Лоз (англ. Kaitlyn Lawes) — канадська керлінгістка, дворазова олімпійська чемпіонка, срібна призерка чемпіонату світу. 

## Кар'єра
Свою першу золоту олімпійську медаль Лоз здобула на зимових Олімпійських іграх 2014 року у команді з Дженніфер Джонс, Джилл Оффісер, Дон Мак-Юен, Кірстен Волл, де вона грала третю. Друга прийшла до неї на Пхьончханській олімпіаді 2018 року в змаганні змішаних пар, де її партнером був Джон Морріс.